# Jinsekikōgen
Jinsekikōgen (神石高原町?) è una cittadina giapponese della prefettura di Hiroshima.